# アントン・アイゼルスベルク

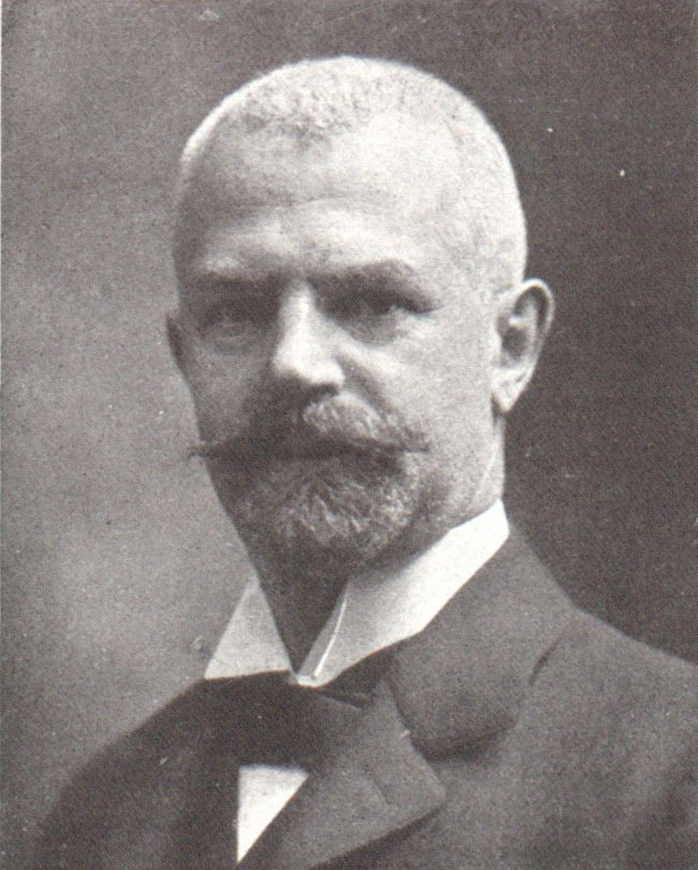
アントン・フライヘア・フォン・アイゼルスベルク（ルートヴィヒ・グリリッヒ撮影、1917年）

アントン・フライヘア・フォン・アイゼルスベルク（Anton Freiherr von Eiselsberg、1860年7月31日 - 1939年10月25日）はオーストリア医学者である。 脳神経外科学の創始者のひとりである。
オーストリアのオーバーエスターライヒ州に生まれた。テオドール・ビルロートに学んでユトレヒト大学の医学教授、ケーニヒスベルク大学の教授を務めた後、ウィーン大学に造られた外科学部長となった。1910年にオーストリア癌学会の創立者のひとりとなり、オーストリア科学アカデミーの名誉会員となった。ウィーンに緊急外科ステーションの設立に尽力し、事故による患者の治療効果を劇的に向上した。
1927年にイングランド王立外科医師会のリスター・メダルを受賞し、1927年7月、王立外科医師会で記念講演を行った。安楽死については患者の殺害にも繋がるという慎重な意見を表明している。アンシュルス後の1939年10月25日にザンクト・ヴァレンティン列車衝突事故に巻き込まれて死亡した。

## 著作
- Die Werkstatt des Chirurgen. 1912.
- Die Hypophyse. Vienna, 1930.
- Lebensweg eines Chirurgen. Vienna, Tyrolia, 1938.